# Die Geschichte von der Prinzessin von China
Die Geschichte von der Prinzessin von China ist ein arabisches Volksmärchen.

## Handlung
Ein König hatte drei Söhne, die ‘Alaij, Hasan und ‘Alî hießen, und mit denen er sich einst, von Kriegsleuten begleitet, auf die Jagd begab. Sie erblickten eine Gazelle, die sie zu einem tiefen Abgrund verfolgten, in den hinein nur der König ging, der unten angekommen einen Ring entdeckte, den er an sich nahm und der einen Dämon beherbergte, der dem Eigentümer des Rings zum Gehorsam verpflichtet war. Kurz vor seinem Tod ernannte er seinen ältesten Sohn ‘Alaij dann zum König, den klugen Hasan zum Wesir, dem jüngsten Sohn ‘Alî aber, der als einziger am Abgrund auf ihn gewartet hatte, überreichte er heimlich den Ring. Als der Vater dann gestorben war, kam es zum Streit zwischen den Brüdern, da ‘Alî den beiden anderen vorwarf nicht genügend zu trauern und als durch ‘Alîs Zorn Unschuldige den Tod fanden, beschlossen seine Brüder ihn umzubringen. Dank des Rings konnte ‘Alî das Vorhaben jedoch vereiteln, wobei er von einer Vergeltung absah und stattdessen in eine andere Stadt zog.
Dort angekommen hielt ihn eine Frau für ihren verschwundenen Sohn, der ebenfalls Prinz ‘Alî hieß, sodass sie ihn mit dessen Braut vermählte. Später dann begegnete ‘Alî einem Ritter, der schon vielen Jünglingen den Tod gebracht hatte, da ein Kampf mit ihm die Bedingung voraussetzte, dass der Unterlegene zu töten sei. Also trat ‘Alî gegen ihn an und besiegte ihn. Der Besiegte jedoch entblößte daraufhin seine Brust, sodass ‘Alî in ihm eine Jungfrau erkannte, die ihm erzählte, dass sie die Königstochter ist, die geschworen hatte nur denjenigen zum Mann zu nehmen, der sie im Kampf besiegen könne. Nach gehaltener Hochzeit beauftragte ‘Alî dann den Ringdämon damit herauszufinden, wo der wirkliche Sohn der Frau, die ihn für diesen hielt, stecke und in der Folge gelang es ihm diesen aufzuspüren sowie aus der Gefangenschaft einer Zauberin zu befreien, die sich in diesen verliebt hatte. Für den Befreiten fand sich dann eine neue Braut und so nahm ‘Alî seine zwei Frauen und zog weiter nach China.
Sie ließen sich dort in einem Schloss nieder, doch eines Tages entdeckte ‘Alî eine Burg, an der Köpfe hingen und als er sich danach erkundigte, wurde er zu einem großen Platz verwiesen. Auf diesem kämpfte gerade ein Ritter nacheinander gegen zwei andere, die er besiegte und töten wollte. ‘Alî jedoch sprang ihm entgegen, besiegte ihn zweimal in zwei Tagen, sodass er die beiden Unterlegenen lösen konnte und trug auch am dritten Tag den Sieg davon. Kurz vor der Setzung des Todesstoßes aber, gab sich der Ritter als die Tochter des Königs von China zu erkennen und bot ihm an seine Gemahlin zu werden, wenn er sie denn auch im Ringkampf besiegen könne. Das aus speziellem Leder gefertigte Gewand der Prinzessin verhinderte jedoch, dass ‘Alî sie greifen konnte, also fragte er seinen Ringdämon um Rat, der ihm Dank verschaffter besonderer Handschuhe zum Sieg verhalf. Nach der Hochzeit entwendete die Prinzessin ‘Alî dann den Ring und ließ ihn durch den Dämon hinter das Gebirge Kâf bringen. ‘Alî aber fand zurück, schmuggelte sich als Sklavin verkleidet in das Schloss der Prinzessin und nahm den Ring wieder an sich, woraufhin diese ihm einen Treueeid schwor.
Zusammen mit seinen drei Frauen zog ‘Alî dann weiter zu einer Stadt, in der alles aus Messing war, und vernahm dort die Kunde von der schönen Königstochter, die eine Heldin war. Vierzig Tage kämpften die beiden miteinander, am einundvierzigsten aber ermüdete die Prinzessin, woraufhin sie ihre Brüste entblöste, um ‘Alî zu verwirren. Der jedoch blieb bei klarem Verstand, sodass sie sich ergab und in die Hochzeit einwilligte. Prinz ‘Alî wurde in der Folge König des Messinglandes und eines Tages dann beschloss er mitsamt seinen vier Frauen sowie zweitausend Kriegsleuten seine Brüder zu besuchen. Diese fand er in eine Schlacht verwickelt vor, die er mit seinen Frauen und Kriegern für sich entschied. Danach versöhnte er sich mit seinen Brüdern und ließ vom Dämon einen Tunnel zwischen beiden Ländern schaffen, sodass sie einander stets besuchen konnten.

## Hintergrund
Das Märchen ist in Enno Littmanns Werk Arabische Märchen (Leipzig 1968) zu finden und erhielt dort den Titel Die Geschichte von der Prinzessin von China. Eine ebenfalls darin enthaltene Geschichte, mit dem Titel Eine andere Geschichte von der Prinzessin von China erzählt von dem verschwenderischen Kaufmannssohn ‘Omar, der lernen sollte alleine in der Fremde zu überleben. Seine Eltern gaben ihm dafür eintausend Goldstücke mit, wofür er sich eine Sklavin kaufte, jedoch stellte sich heraus, dass diese eine reiche Frau war, die sich ‘Omar absichtlich hatte verkaufen lassen. Als er sie dann dabei beobachtete, wie sie heimlich Knochen sowie Fleischfetzen aß, sprach er sie darauf an, woraufhin sie ihn kurzerhand ins Meer warf. An Land geschwommen, sah er dann jemanden eine Truhe vergraben, aus der er eine schöne Jungfrau befreite, die er als seine Schwester annahm und die ihm ein selbstgeschriebenes Blatt gab, wofür er beim Wechsler hunderttausend Goldstücke bekam. Die beiden kauften sich dann ein Haus und die Jungfrau beauftragte ‘Omar damit beim Seidenhändler zehnmal für fünfhundert Goldstücke einzukaufen, sodass der Glückliche schließlich auf eine Einladung hin vorbeikam und des Nachts von der Jungfrau ermordet wurde. Sie offenbarte ‘Omar daraufhin, dass es der Seidenhändler war, der sie begraben hatte und sie die Königstochter ist. Später dann zog ‘Omar, auf Geheiß des Königs, mit dem Wesir umher und gelangte an ein Mauer an der Köpfe hingen. Verantwortlich dafür war die Prinzessin von China, die sich vorgenommen hatte nur denjenigen zum Gemahl zu nehmen, der sie im Ringkampf besiegen könne und alle ihre Freier umbrachte. Dank spezieller Handschuhe des Wesirs, gelang es ‘Omar aber die Schöne zu besiegen und so nahm er sie zur Gemahlin sowie in seine Heimatstadt mit.
Für Littmann war das Motiv „der Gewinnung einer Prinzessin oder einer Jungfrau, die ihre Freier, wenn sie ein Rätsel nicht lösen oder im Kampfe nicht stärker sind, tötet und deren Köpfe aufhängen lässt“ das „wohl […] beliebteste und am häufigsten variierte Motiv“ in den von ihm übersetzten Märchen der Werke Die Erzählungen aus den Tausendundein Nächten und Arabische Märchen. Er nannte es das Turandot-Motiv, obgleich der Name Turandot in keiner der beiden Werke Erwähnung findet, und zählte auch Kämpfe mit einem Mannweib und ohne die aufgehängten Köpfe dazu, wobei er auf die miteinander kämpfenden Abrîza und Scharkân aus seinem Werk 1001 Nacht (I, S. 546 ff., Leipzig 1966, 3. Auflage) sowie auch auf Brunhild und Gunther bzw. Siegfried im nordischen Sagenkreis hinwies (AaTh 519). Die aufgehängten Köpfe finden sich auch in Littmanns Die Geschichte von Hasan und Husên und Die Geschichte von der Herrin Ghuzlân, in denen den Freiern Unmögliches aufgetragen wird, sowie auch in Hans Schmidts und Paul Kahles Volkserzählungen aus Palästina (Göttingen 1918, I, S. 89 und 1930, II, S. 55; in letzterer Geschichte rollen die Köpfe auf dem Markt umher). In G. Bergsträßers Neuaramäische Märchen und andere Texte aus Ma’lula (Leipzig 1915, S. 20) wird aus den Köpfen der besiegten Freier ein Turm errichtet. Als weitere Märchen mit kämpfenden Jungfrauen nannte er Die Geschichte von dem Kaufmann und seinem Sohne ʿAbdu, in der ebenfalls die Brust entblößt wird, um den Gegner zu verwirren und Die Geschichte von der Herrin Ghuzlân. Bei Bergsträßer (S. 81 f.) wird gar von einer Schwester erzählt, die ihre Brüder tötet.
Über die Todesstrafe für die Nichtlösung eines Rätsels oder einer Aufgabe wird auch in Johannes Boltes und Georg Polívkas Anmerkungen zu den Kinder- und Hausmärchen der Brüder Grimm (Leipzig 1913–1932, I, S. 188; III, S. 78, 84, 368) geschrieben. Ringkämpferinnen lokalisierte Littmann bei Schmidt/Kahle (I, S. 87, 91) und Bergsträßer (S. 41 f.). Zudem verwies er auf weitere streitbare Weiber in Die Geschichte von dem Kaufmann von Damaskus, in der die Königstochter von Kairo mit vierzig Mädchen auf Raubzug zieht und Die Geschichte von Marjam der Beduinin aus dem Hidschâz, in der Marjam vierzig Räuber tötet (vgl. Bolte/Polívka I, S. 373 und AaTh 956 B).